# Koldewey-Insel
Die Koldewey-Insel (russisch остров Кольдевея, Ostrow Koldeweja) ist eine Insel im Süden des zu Russland gehörenden Franz-Josef-Lands im Arktischen Ozean.

## Geographie
Die Insel gehört zur südöstlichen Gruppe des Archipels und ist im Vergleich zu ihren größeren Nachbarn, der Salm-, der Hall- und der Hochstetter-Insel, mit 66 m relativ flach. Die Insel besitzt keine stehenden Gewässer. Im Sommer fließt aber ein Bach von Osten nach Westen durch das Haupttal der Insel. Nach Nordwesten ragt ein steiles Vorgebirge in die Lawrow-Straße. Ihm vorgelagert ist die durch ihre schroffe Säulenstruktur gekennzeichnete kleine Schönau-Insel. Nach Südwesten geht ein langes flaches Kap in einen unterseeischen Rücken über, der sich noch 12 Kilometer bis zu einer Untiefe hinzieht, deren höchster Punkt keine zwei Meter unter dem Meeresspiegel liegt. Die 5,5 km breite Meerenge zwischen Koldewey- und Salm-Insel ist dagegen um die 200 m tief.
Anders als die fast vollständig von einer Eiskappe bedeckte Salm-Insel ist die Koldewey-Insel nicht vergletschert. Seit dem 15. Juni 2009 gehört sie wie der gesamte Archipel Franz-Josef-Land zum Nationalpark „Russische Arktis“.

## Geschichte
Die Insel wurde 1874 von der Österreichisch-Ungarischen Nordpolexpedition unter der Leitung von Carl Weyprecht und Julius Payer entdeckt. Payer, der 1869/70 an der Zweiten Deutschen Nordpolar-Expedition nach Ostgrönland teilgenommen hatte, benannte sie nach deren Leiter Carl Koldewey. Am 29. März 1874 bestieg er den höchsten Berg der Insel, um die Gegend kartieren zu können. Die Expeditionsmitglieder begegneten dabei einer Eisbärin, die ihre Winterhöhle in einem Schneehang unterhalb des Felsens hatte.